# Циклічна вольтаметрія

Зміна катодного потенціалу із плином часу

Циклічна вольтаметрія (англ. cyclic voltammetry, рос. циклическая вольтаметрия) — вольтаметрія, де зміна потенціалу між електродами відбувається так: спочатку він лінійно з часом збільшується, а після досягнення певного значення лінійно змінюється у зворотному напрямку до вихідної величини. Цикл може повторюватися багатократно.
Використання мікроелектродів і неперемішування розчину створюють умови для того, щоб вимірюваний струм лімітувався дифузією аналіту до поверхні електрода. Це дозволяє одночасно вивчати реакції окиснення і відновлення досліджуваних частинок.